# ماغناك بورغ
ماغناك بورغ (بالفرنسية: Magnac-Bourg)‏ هي إحدى بلديات مقاطعة فيين العليا في منطقة أقطانية الجديدة غرب وسط فرنسا.